# Maghrebskata
Maghrebskata (Pica mauritanica) är en nyligen urskild fågelart i familjen kråkfåglar inom ordningen tättingar, enbart förekommande i nordvästra Afrika.

## Utseende och läte
Maghrebskatan är mycket lik skatan (P. pica) som den fram tills nyligen behandlades som underart till. Den har dock något annorlunda proportioner med mycket kortare vingar men längre stjärt. Karakteristiskt är en blåfärgad bar huvdfläck bakom ögat. Vidare är utbredningen av vitt på buken smalare. Lätena verkar också vara mer varierade.

## Utbredning och systematik
Maghrebskatan förekommer i Nordafrika från nordöstra Mauretanien till Marocko, Algeriet och Tunisien. Den betraktades tidigare som underart till skata (Pica pica) och visa gör det fortfarande. DNA-studier visar dock att den är genetiskt väl skild, systerart till hela skatkomplexet även innehållande amerikansk skata (Pica hudsonia) och gulnäbbad skata (Pica nuttalli). Den behandlas som monotypisk, det vill säga att den inte delas in i några underarter.

## Levnadssätt

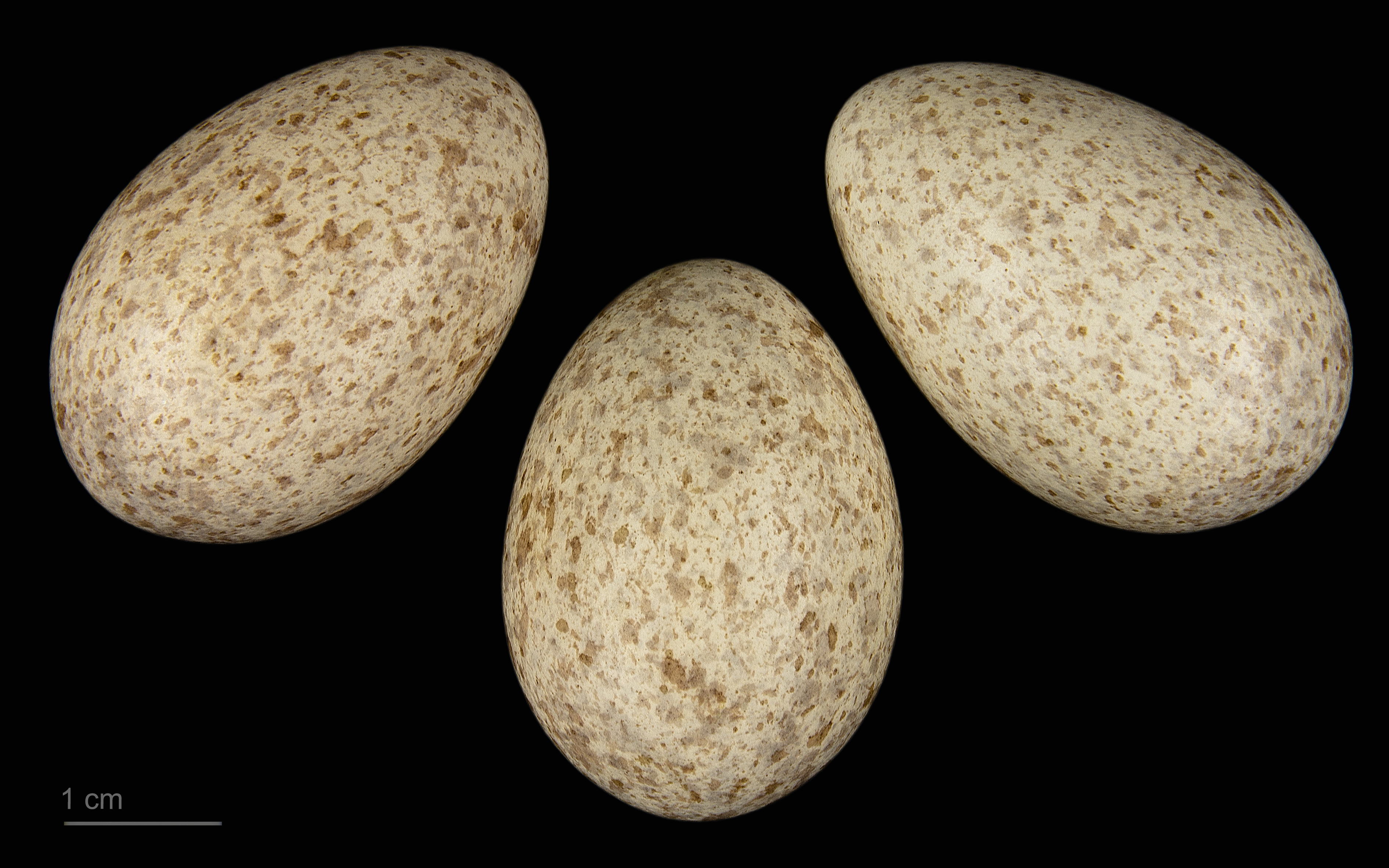
Ägg av maghrebskata. Specimen från Muséum de Toulouses samlingar.

Maghrebskatan förekommer i öppet landskap med spridda träd eller skogsdungar, även i jordbruksbygd. Den är liksom alla skator allätare, men intar mest ryggradslösa djur. Häckningsbiologin är inte särskilt väl beskriven, men den häckar troligen tidigt på året med bobygge observerat från och med december-januari.

## Status och hot
Arten har ett stort utbredningsområde, men tros minska i antal, dock inte tillräckligt kraftigt för att den ska betraktas som hotad. Internationella naturvårdsunionen IUCN listar arten som livskraftig (LC).